# Ang Lee
Ang Lee (chiń. 李安; pinyin Lǐ Ān) (ur. 23 października 1954 w Pingdong, Tajwan) – tajwański reżyser filmowy pochodzenia chińskiego. Laureat Oscara w kategorii najlepszy film nieanglojęzyczny za film Przyczajony tygrys, ukryty smok (2000) oraz dwóch Oscarów za reżyserię filmów: Tajemnica Brokeback Mountain (2005) i Życie Pi (2012).

## Życiorys

### Edukacja
Urodził się w Pingdong, małym mieście położonym na południu Tajwanu, dokąd w 1949 roku uciekli jego rodzice z Chin, chcąc uniknąć prześladowania przez komunistów. W wywiadach określa swój dom rodzinny „typowo chiński, patriarchalny, gdzie wykonywało się obowiązki, ale trudno było oddychać”. Jego ojciec starał się dać dzieciom klasyczne chińskie wykształcenie, łącznie z nauką kaligrafii. Wbrew jego woli Ang rozpoczął naukę w tajwańskiej National Arts School, następnie wraz z żoną i dziećmi wyjechał na studia do Stanów, gdzie uczęszczał między innymi do Tisch School of the Arts. Tam poznał Spike’a Lee z którym często współpracował. Zrealizował kilka filmów krótkometrażowych, m.in. Shades of the Lake (1982) i Fine Line (1984).

### Debiut na Tajwanie
W 1992 roku za pieniądze otrzymane od rządu tajwańskiego nakręcił Pushing Hands, który nie tylko wyreżyserował, ale też napisał scenariusz i wyprodukował. Była to pierwsza część trylogii, którą zadedykował ojcu, nazywając ją przewrotnie Tata zawsze wie lepiej. Dwie pozostałe to Przyjęcie weselne (1993) oraz Jedz i pij, mężczyzno i kobieto (1994), które przyniosły mu nominacje do Oscara za film nieanglojęzyczny.

### Sukces w Hollywood
Pierwszym filmem, który przyniósł Angowi Lee międzynarodowy sukces była adaptacja XIX – wiecznej powieści Jane Austen Rozważna i romantyczna, według scenariusza Emmy Thompson. Film zdobył liczne nagrody i nominacje, m.in. Złotego Niedźwiedzia w Berlinie i nominację do Złotego Globu. W swoim następnym anglojęzycznym filmie Burza lodowa, dramacie obyczajowym opowiadającym historię dwóch rodzin, Lee poddał analizie skutki rewolucji obyczajowej lat 60.

### Przyczajony tygrys, ukryty smok
W 2000 roku na ekrany kin weszła pierwsza superprodukcja Anga Lee, baśniowa opowieść Przyczajony tygrys, ukryty smok. W filmie reżyser połączył elementy chińskiej mitologii, filozofii Dao, historii miłosnej i politycznej intrygi, a w to wszystko wplótł sceny walki, których choreografię ułożył Yuen Wo-Ping (jeden z twórców Matrixa). Ekranizacja, mimo że zrealizowana w dialekcie mandaryńskim, zdobyła duże uznanie w Stanach Zjednoczonych i odniosła duży sukces kasowy.

### Brokeback Mountain
Po chłodnym przyjęciu ekranizacji komiksu Hulk (2003) reżyser postanowił wrócić do swojego ulubionego gatunku – dramatu. W 2005 roku wyreżyserował Tajemnicę Brokeback Mountain na podstawie opowiadania Annie Proulx. Film przedstawia historię uczucia, jakie rodzi się między dwoma mężczyznami, typowymi amerykańskimi kowbojami. Tajemnica... zdobyła szereg filmowych nagród, między innymi 4 Złote Globy, Złotego Lwa i 3 Oscary, w tym za reżyserię.

### Ostrożnie, pożądanie
W 2007 odbyła się premiera filmu Lee Ostrożnie, pożądanie, nakręconego w Chinach, opartego częściowo na faktach i opowiadającego o intrydze miłosnej rozgrywającej się pomiędzy działaczką ruchu oporu a japońskim kolaborantem. Odważne sceny erotyczne sprawiły, że w niektórych krajach wyświetlano jedynie ocenzurowaną wersję. Film ponownie zdobył przychylność krytyków i znaczące nagrody, m.in. Złotego Lwa na 64. MFF w Wenecji.
Lee przewodniczył jury konkursu głównego na 66. MFF w Wenecji (2009). Zasiadał także w analogicznym jury na 66. MFF w Cannes (2013).

### Życie osobiste
Ang Lee mieszka w Larchmont (w stanie Nowy Jork) razem z żoną, Jane Lin i dwójką synów.

## Filmografia

### Filmy pełnometrażowe
| Rok  | Film                             | Reżyser | Producent | Scenarzysta | RT  |
| ---- | -------------------------------- | ------- | --------- | ----------- | --- |
| 1991 | Ręce, które odpychają            | Tak     | Tak       | Tak         | –   |
| 1993 | Przyjęcie weselne                | Tak     | Tak       | Tak         | 96% |
| 1994 | Jedz i pij, mężczyzno i kobieto  | Tak     | Nie       | Tak         | 93% |
| 1995 | Rozważna i romantyczna           | Tak     | Nie       | Nie         | 98% |
| 1997 | Burza lodowa                     | Tak     | Tak       | Nie         | 84% |
| 1999 | Przejażdżka z diabłem            | Tak     | Nie       | Nie         | 63% |
| 2000 | Przyczajony tygrys, ukryty smok  | Tak     | Tak       | Nie         | 97% |
| 2003 | Hulk                             | Tak     | Nie       | Nie         | 61% |
| 2005 | Tajemnica Brokeback Mountain     | Tak     | Nie       | Nie         | 87% |
| 2007 | Ostrożnie, pożądanie             | Tak     | Tak       | Nie         | 72% |
| 2009 | Zdobyć Woodstock                 | Tak     | Tak       | Nie         | 47% |
| 2012 | Życie Pi                         | Tak     | Tak       | Nie         | 87% |
| 2016 | Najdłuższy marsz Billy’ego Lynna | Tak     | Tak       | Nie         | 46% |
| 2019 | Bliźniak                         | Tak     | Nie       | Nie         | 26% |
| 2021 | Thrilla in Manila                | Tak     | Tak       | Nie         | –   |

### Filmy krótkometrażowe
- Chosen (2001)

## Wybrane nagrody i odznaczenia

### Nagrody
- nagroda nowojorskich krytyków filmowych w kategorii reżyseria za Rozważną i romantyczną (1995)
- Złoty Glob za Przyczajony tygrys, ukryty smok (2001)
- nagrody krytyków nowojorskich, z San Francisco, Los Angeles i Bostonu za Tajemnicę Brokeback Mountain (2005)
- Złoty Glob w kategorii reżyseria za Tajemnicę Brokeback Mountain (2005)
- BAFTA w kategorii reżyseria za Tajemnicę Brokeback Mountain (2005)
- Złoty Lew na 62. MFF w Wenecji za Tajemnicę Brokeback Mountain (2005)[5].
- Złoty Lew na 64. MFF w Wenecji za Ostrożnie pożądanie (2007)[5]

### Odznaczenia
- Chevalier de L’Ordre des Arts et des Lettres (2012) przyznany przez rząd francuski.